# H Dobal
H. Dobal (pseudônimo de Hindemburgo Dobal Teixeira, Teresina, 17 de outubro de 1927 - Teresina, 22 de maio de 2008) foi um poeta brasileiro, participante do Grupo Meridiano, de repercussão no Piauí, e pertencente cronologicamente à Geração de 1969 da literatura brasileira, embora diferindo levemente destes no trabalho inovador com o ritmo, em algumas inovações no trato com as palavras, e também quanto ao rigor formal.

## Biografia
Nasceu no dia 17 de outubro de 1927, na cidade de Teresina, capital do estado do Piauí. Além de poeta, foi cronista e professor, tendo formação de bacharel em Direito (1952), pela Faculdade de Direito do Piauí. Destacou-se como um dos fundadores do Movimento Meridiano, atuando como diretor da revista de mesmo nome, revista Meridiano, que, de acordo com o crítico literário e antologista Assis Brasil, foi um porta-voz dos modernos escritores piauienses em meados do século XX. Funcionário público concursado, aposentou-se como auditor fiscal do Tesouro Nacional.  Trabalhou no Rio de Janeiro e Brasília, passou por períodos de formação em Londres e Berlim. 
Segundo o crítico literário Francisco Miguel de Moura, H. Dobal começou a repercutir seu nome nacionalmente ao publicar na imprensa literária do Rio de Janeiro, participando da Antologia dos Poetas Bissextos Contemporâneos, organizada em 1964 (2ª edição) por Manuel Bandeira. Publicou seu primeiro livro, O Tempo Conseqüente, em 1966 e com a segunda obra, O Dia Sem Presságios (1970), conquistou o Prêmio Jorge de Lima, do Instituto Nacional do Livro. 
Sobre O Tempo Conseqüente, já dizia Manuel Bandeira: “Poeta ecumênico, chamou Odylo a Dobal no seu tão belo e compreensivo estudo apresentando o novo poeta. Mas eu prefiro dizer o poeta total, o poeta por excelência ... Só mesmo um poeta “ecumênico” como Dobal podia fixar a sua província com expressão tão exata, a um tempo tão fresca e tão seca, despojada de quaisquer sentimentalidades, mas rica do sentimento profundo, visceral da terra.”
Pertencia à Academia Piauiense de Letras e à Academia Brasiliense de Letras.
H. Dobal faleceu em Teresina, no dia 22 de maio de 2008.

## Obras publicadas
- O Tempo Conseqüente (1966)
- O Dia Sem Presságios (1970)
- A Viagem Imperfeita (1973)
- A Província Deserta (1974)
- A Serra Das Confusões (1978)
- A Cidade Substituída (1978)
- Os Signos E As Siglas (1986)
- Uma Antologia Provisória (1988)
- Um Homem Particular (1987)
- Cantiga De Folhas (1989)
- Roteiro Sentimental E Pitoresco De Teresina (1992)
- Ephemera (1995)
- Grandeza E Glória Nos Letreiros De Teresina (1997)
- Lírica (2000)
- Gleba dos Ausentes * Uma Antologia Provisória (2002)